# Inspiration Information
Az 1974-es Inspiration Information Shuggie Otis negyedik, egyben utolsó nagylemeze. Megjelenésekor nem, csak 2001-es újrakiadási után figyeltek fel rá. Az új kiadás az eredeti album dalai mellett négy számot tartalmazott Otis előző albumáról. Az album szerepel az 1001 lemez, amit hallanod kell, mielőtt meghalsz című könyvben.

## Az album dalai
|    | Cím                     | Szerző(k)    | Hossz |
| -- | ----------------------- | ------------ | ----- |
| 1. | Inspiration Information | Shuggie Otis | 4:07  |
| 2. | Island Letter           | Otis         | 4:40  |
| 3. | Sparkle City            | Otis         | 5:55  |
| 4. | Aht Uh Mi Hed           | Otis         | 4:14  |
| 5. | Happy House             | Otis         | 1:08  |
| 6. | Rainy Day               | Otis         | 2:39  |
| 7. | XL-30                   | Otis         | 2:05  |
| 8. | Pling!                  | Otis         | 4:24  |
| 9. | Not Available           | Otis         | 2:26  |

## Helyezések

### Album
| Év   | Lista         | Helyezés |
| ---- | ------------- | -------- |
| 1975 | Billboard 200 | 181      |

### Kislemezek
| Év   | Kislemez                | Lista                 | Helyezés |
| ---- | ----------------------- | --------------------- | -------- |
| 1975 | Inspiration Information | Billboard R&B Singles | 56       |

## Közreműködők
- Shuggie Otis – ének, gitár, basszusgitár, orgona, zongora, vibrafon, ütőhangszerek
- Jack Kelso – szaxofon, fuvola
- Jeff Martinez – kürt
- Carol Robbins – hárfa
- Doug Wintz, Jim Prindle – harsona
- Curt Sleeten, Ron Robbins – trombita
- Barbara Porter, B. Asher, D. Jones, J. Parker, L. Rosen, Marcia Zeavin, N. Roth, S. Boone, T. Ziegler – vonósok

## Fordítás
Ez a szócikk részben vagy egészben az Inspiration Information című angol Wikipédia-szócikk ezen változatának fordításán alapul.  Az eredeti cikk szerkesztőit annak laptörténete sorolja fel. Ez a jelzés csupán a megfogalmazás eredetét és a szerzői jogokat jelzi, nem szolgál a cikkben szereplő információk forrásmegjelöléseként.